# Andrés Moro Gallego
Andrés Moro Gallego (Saldaña, 1905-Palencia, 1970) fue un músico y folklorista español. En el Conservatorio de Madrid continuó el estudio de la música, realizando una brillantísima carrera, sobresaliendo en piano. Comenzó a trabajar con las Compañías Líricas, y en 1941 ingresó por oposición en el Cuerpo Nacional de Directores de Bandas de Música, siendo titular de la de Palencia desde 1944, que dirigió durante 28 años, hasta su muerte. Fue También profesor de Música de la Escuela-Hogar del Instituto "Jorge Manrique". 

## Obras
Entre su producción musical: 
- Campanillas de oro: fox-trot: una bella melodía.
- En el Valle (zarzuela).
- Himno para la coronación de la Virgen del Castillo de Autillo de Campos (Palencia).
- La hija de la portera (sainete).
- Música popular saldañesa, Palencia, Centro de Estudios Palentinos, 1952. Libro sobre folclore.
- Por la Cruz a la luz (1950, marcha de Semana Santa).
- Palencia también canta.
- Siguiendo a cristo (marcha de Semana Santa).